# Jasminisis zebra
Jasminisis zebra is een zachte koraalsoort uit de familie Isididae. De koraalsoort komt uit het geslacht Jasminisis. Jasminisis zebra werd in 1998 voor het eerst wetenschappelijk beschreven door Alderslade. 